# Larviks prosteri

Prosterier i Tunsbergs stift. Det ljusgröna området på kartan är Larviks prosteri.

Larviks prosteri (norska: Larvik prosti) är ett kontrakt (prosteri, norska: prosti) i Tunsbergs stift inom Norska kyrkan. Kontraktet omfattar Larviks kommun i Vestfold fylke i sydöstra Norge.

## Socknar
Larviks prosteri består av elva socknar (norska: sokn eller sogn) inom Larviks kyrkliga samfällighet (norska: kirkelige fellesråd):

### Larviks kyrkliga samfällighet
- Bergs socken
- Hedrums socken
- Kjoses socken
- Kvelde og Hvarnes socken
- Lardals socken
- Larviks socken
- Nansets socken
- Staverns socken
- Tanums socken
- Tjøllings socken
- Østre Halsens socken